# Seachd: The Inaccessible Pinnacle
Seachd: The Inaccessible Pinnacle è un film del 2007, diretto da Simon David Miller. È l'unico lungometraggio interamente girato in lingua gaelica scozzese. 

## Struttura
Due storie "di cornice" racchiudono la narrazione del nonno, e la seconda di esse riporta avvenimenti dell'infanzia di Angus. Il titolo gaelico del film, "Seachd" ("sette"), allude alle sette storie, comprese le due di cornice ed un preambolo, che involgono diverse epoche e piani temporali. Il tema principale delle storie è la morte e la perdita, interpretate in vari modi: la morte dei genitori, la morte della nonna e del nonno, la morte dell'amata, morte e abbandono della lingua e cultura gaelica, morte ed espulsione (Highland Clearances) attuata dai potenti, perdita dei reami, morte inflitta da esseri mitologici. Non mancano tuttavia momenti allegri tipici della cultura gaelica, quali le riunioni conviviali Ceilidh, i canti a cappella, le scene divertenti.
- Preambolo: l'incidente dei genitori di Angus sullo Sgurr Dearg.
- Prima storia di cornice: Angus (da adulto) al letto di morte del nonno.
- Seconda storia di cornice: Angus da bambino col nonno.
- Prima storia: il bucaneve rosa
- Seconda storia: La fanciulla e il mago.
- Terza storia: lo spagnolo e il tesoro
- Quarta storia: Sìleas e il cavallo marino
- Seconda storia di cornice: Angus da bambino e il nonno
- Prima storia di cornice: Angus e il nonno allo Sgùrr Dearg

## Produzione
Il film è stato girato fra l'aprile e l'agosto del 2006 sulla penisola di Slèite dell'isola di Skye in Scozia, dove si trova l'istituto scolastico di lingua gaelica Sabhal Mòr Ostaig, luogo in cui Chris Young (produttore anche di Inbetweeners) ha installato gli uffici della casa di produzione. Tuttavia, il Binnean do-ruigsinneach ("Inaccessible Pinnacle" in inglese, soprannominato « Inn Pin » dagli arrampicatori) è una formazione rocciosa situata sulla vetta dello Sgùrr Dearg (il "picco rosso") nel massiccio dei monti Cuiltheann (the Cuillin in inglese) sulla penisola di Minginish dell'isola di Skye.

## Distribuzione
Il film è stato presentato al Celtic Media Festival nel marzo 2007 ed ha avuto la sua uscita internazionale presso l'Edinburgh International Film Festival nell'agosto dello stesso anno.

## Accoglienza
Il film è stato candidato per i premi BAFTA e per il Michael Powell Award, ed è stato in genere ben accolto dalla critica, anche paragonandolo a altri film consimili come Big Fish e La storia fantastica.
Nell'autunno del 2007, quando il film era prossimo alla sua uscita nel Regno Unito, il rifiuto della British Academy of Film and Television Arts di proporre la candidatura di Seachd: The Inaccessible Pinnacle all'Oscar al miglior film in lingua straniera della AMPAS ha fatto nascere una controversia, che ha avuto eco nella stampa britannica e internazionale, e a seguito della quale il produttore Christopher Young ha rassegnato le proprie dimissioni dalla BAFTA.

## Il gaelico scozzese in altri film
- Braveheart - Cuore impavido (1995): Wallace urla, in gaelico:  „Alba gu brath“ ("Scozia per sempre!").
- Rob Roy (1995): una donna (la cantante Karen Matheson) intona la canzone popolare: Ailein duinn ("Alan dai capelli scuri").
- The Eagle (2011): I Pitti si esprimono in una varietà di dialetti gaelici scozzesi.
- Ribelle - The Brave (2012): La ninna nanna „A Mhaighdean Bhan Uasal“ ("Nobile e bella fanciulla") è cantata in gaelico scozzese, unico esempio dell'uso della lingua in un film della Disney.